# Oceania Rugby Women's Championship 2023
Oceania Rugby Women's Championship 2023 fu la 5ª edizione del campionato oceaniano di rugby a 15 femminile.
Organizzato da Oceania Rugby, si tenne in Australia dal 23 al 28 maggio 2023 tra quattro squadre nazionali a girone unico.
Il campionato ebbe luogo a Gold Coast, in Queensland, tra le stesse quattro contendenti dell'edizione precedente, ovvero Figi, Papua Nuova Guinea, Samoa e Tonga.
Oltre a mettere in palio il titolo di campione d'Oceania, il torneo serviva anche per designare le squadre nazionali da assegnare alla seconda e terza divisione del WXV 2023, la prima edizione della nuova competizione istituita da World Rugby per garantire a tutte le squadre un determinato numero di incontri minimi all'anno; la campionessa oceaniana, infatti, si qualificò per la divisione 2 del WXV, mentre invece la seconda classificata fu assegnata alla divisione 3.
Per la prima volta a laurearsi campione continentale fu Samoa, autore di una spettacolare rimonta contro la favorita Figi nel finale dell'incontro della giornata di chiusura che vedeva di fronte le due squadre: la samoana Cassie Siataga segnò tutti i 19 punti della sua formazione, compresi i tre su calcio piazzato all'80' che servirono a ribaltare il punteggio proprio allo scadere e ad assicurare a Samoa vittoria e qualificazione alla seconda divisione del WXV 2023.
La seconda classificata Figi fu invece assegnata alla divisione 3 dello stesso torneo.
Il valore delle marcature, come stabilito da World Rugby nel 2017, è: 5 punti per ciascuna meta (7 se trasformata), 7 punti per la meta tecnica, 3 punti per la realizzazione di ciascun calcio piazzato, idem per il drop.

## Squadre partecipanti
- Figi
- Papua Nuova Guinea
- Samoa
- Tonga

## Risultati

### 1ª giornata
| Arbitro: | Ella Goldsmith |

|  |    | |
|  | mt | 11’ Marawa 16’, 18’ Naimasi 30’, 41’, 47’, 53’ Ulunisau 37’ Korovata 51’ Nabura 70’, 80+2’ Waisega 80’ Daveua 40+3’ Tawake |
|  | tr | 16’, 30’, 37’, 51’, 53’ Tisolo 70’ Vosadrau                                                                                |

| Arbitro: | Lavenia Racaca |

| |    |                |
| Atonio 1’, 21’ Aiono 10’ Fiafia 18’ Leiataua 28’, 39’ Eli 36’ Siataga 40’ Savelio 52’ Foaese 61’ Aiono 66’ | mt | 42’ Kilisimasi |
| Siataga 1’, 10’, 21’, 28’, 36’, 39’, 40’                                                                   | tr |                |

### 2ª giornata
| Arbitro: | Lavenia Racaca |

| |    |  |
| Atonio 11’ Leiataua 19’, 40’ Curry 23’, 33’ Eli 28’ Tagaloa 37’ Mamea 42’ Foaese 45’ Solaese 54’ Leuta 60’ Sui Pauaraisa 69’ Milo 73’ | mt |  |
| Siataga 19’, 28’, 33’, 37’, 40’, 42’, 54’ Eli 60’, 73’                                                                                | tr |  |

| Arbitro: | Ella Goldsmith |

|                                                         |    |                        |
| Arei 3’ Daveua 8’, 72’ Naimasi 21’, 60’, 76’ Tisolo 43’ | mt | 33’ Akauola 55’ Mahoni |
| Tisolo 3’, 8’, 21’, 72’, 76’                            | tr | 33’ Toa                |

### 3ª giornata
| Arbitro: | Lavenia Racaca |

|                               |      |                                   |
| Lagona 9’ Goro 45’ Biyama 74’ | mt   | 5’, 28’ Maake 18’ Pita 51’ Mo’ale |
| Schnaubelt 9’, 45’            | tr   | 28’, 51’ Toa                      |
| Schnaubelt 67’                | c.p. | 70’, 78’ Toa                      |

| Arbitro: | Ella Goldsmith |

|                                  |      |                            |
| Arei 30’ Rasolea 48’ Milinia 77’ | mt   | 43’ Siataga                |
|                                  | tr   | 43’ Siataga                |
| Tisolo 39’                       | c.p. | 18’, 62’, 70’, 80’ Siataga |

## Classifica
| Pos | Squadra            | G | V | N | P | PF  | PS  | DP   | BMP | Pt |
| --- | ------------------ | - | - | - | - | --- | --- | ---- | --- | -- |
| 1   | Samoa              | 3 | 3 | 0 | 0 | 171 | 23  | +148 | 2   | 14 |
| 2   | Figi               | 3 | 2 | 0 | 1 | 140 | 31  | +109 | 3   | 11 |
| 3   | Tonga              | 3 | 1 | 0 | 2 | 47  | 136 | −89  | 1   | 5  |
| 4   | Papua Nuova Guinea | 3 | 0 | 0 | 3 | 22  | 190 | −168 | 0   | 0  |